# Carhampton
Carhampton – wieś w Anglii, w hrabstwie Somerset, w dystrykcie (unitary authority) Somerset. Leży 67 km na południowy zachód od miasta Bristol i 233 km na zachód od Londynu. W 2001 miejscowość liczyła 992 mieszkańców.